# Dragoljub Petrović (novinar)
Dragoljub Draža Petrović (Beograd, 6. decembar 1970) srpski je novinar.

## Biografija
Studirao je Pozorišnu i radio produkciju na Fakultetu dramskih umetnosti u Beogradu. U novinarstvo je ušao slučajno, iz Škole novinarstva koju je organizovao nedeljnik Vreme 1994. godine gde su predavači bili istaknuti i afirmisani novinari.
Počeo je da se bavi novinarstvom u Borbi 1994. godine. Sa redakcijom lista u decembru 1994. odbija poslušnost novom režimskom rukovodstvu Borbe i prelazi u novoosnovanu Našu Borbu.
Sudobitnik je nagrade Stanislav Staša Marinković za 1997. godinu zajedno sa novinarkom Tanjom Jakobi. Od 1997. godine do 2006. stalni je saradnik nezavisne TV produkcije VIN (Video nedeljnik) koju je uređivala Gordana Suša za koju je kao autor uradio stotinak TV priloga.
Iz Naše Borbe prelazi 1998. godine u Glas nedelje.
Od 1999. godine je novinar Glasa javnosti, gde je radio kao reporter, urednik reportaže i kolumnista. Od decembra 2004. piše kolumnu Važne stvari u Glasu, koja u martu 2005. biva preimenovana u Čekajući fajront.
Od januara 2006. postaje i stalni kolumnista tabloida Kurir za koji kao spoljni honorarni saradnik piše nedeljnu kolumnu Srbija do Tokija. Od juna 2009. radi u dnevnom listu Danas gde piše kolumnu "Žvaka u pepeljari". U tradicionalnoj novogodišnjoj anketi magazina Status, u kojoj je učestvovalo više od 100 novinara i urednika, proglašen je za najboljeg novinara 2010. godine. Drugi put dobio nagradu Stanislav Staša Marinković' 9. juna 2011.
Dobitnik nagrade "Dragiša Kašiković" i nagrade „Desimir Tošić“ za 2013. godinu. Dobitnik nagrade Udruženja novinara Srbije "Laza Kostić" u kategoriji novinska satira za 2016. godinu. Nagradu za satiričnu hrabrost koju dodeljuje Beogradski aforističarski krug dobio u novembru 2021. godina na Satira festu. Objavio knjigu sabranih kolumni "Žvaka u pepeljari".
Stalni je kolumnista njusmagazina Nedeljnik od prvog broja i portala N1. Bio je stalni kolumnista Al Džazire Balkans, NIN-a, Cenzolovke...
Glavni urednik lista „Danas“ postao je u martu 2016. godine.

## Televizija
Sa Vojom Žanetićem i Dragoljubom Mićkom Ljubičićem koautor satirične emisije PLJIŽ koja je počela da se emituje u aprilu 2018. godine na Televiziji N1. Emisija PLJiŽ se od maja 2020. emituje na Televiziji Nova S. U prvoj epizodi serije "Senke nad Balkanom 2" pojavljuje se u ulozi Opozicionog novinara. Pojavljuje se i u seriji "Žigosani u reketu" gde je glumio samog sebe. Bio je prvi analitičar koji se pojavio u "24 minuta sa Zoranom Kesićem". Bio je gost u prvoj epizodi emisije "Dobar, loš, zao".

## Pritisci, pretnje, napadi
Kao članu ekipe VIN televizijske produkcije 9. maja 2000. zabranjen mu je ulazak u Požarevac tokom mitinga Slobodana Miloševića i privođen je u SUP Smederevo. Tokom demonstracija 1996/1997 odakle je izveštavao za Našu Borbu, napala ga grupa ljudi u civilu kod Terazijske česme, dobio udarac pendrekom u predelu vrata. Zbog sumnje da je pretio smrću glavnom uredniku Danasa policija 2016. privela D.I. iz Lazarevca. Šef poslaničke grupe SNS-a u Skupštini Srbije Aleksandar Martinović je u aprilu 2017. godine, u Skupštini Srbije, a potom i u emisiji „Upitnik“ na RTS-u, javno prikazao tajno snimljene fotografije više novinara koji su viđeni na spontanim uličnim protestima, a na jednoj su Zoran Kesić i Dragoljub Petrović. Novinarska udruženje su ovo osudila kao pritisak i krivično delo

## Privatni život
Kum mu je bio glumac Dragan Nikolić, kolega njegovog oca.
Sin je glumca Bogoljuba Petrovića.

## Spoljašnje veze
- Kolumne Danas
- Nagrada Naša Borba
- Medijska anketa Statusa 2010.
- Slučaj Ceculit
- Nagrada Stanislav Staša Marinković 2011.
- Nagrada Dragiša Kašiković za 2013.[мртва веза]
- Nagrada Desimir Tošić za 2013.